# العلاقات الأيرلندية الكونغوية
العلاقات الأيرلندية الكونغولية هي العلاقات الثنائية التي تجمع بين جمهورية أيرلندا وجمهورية الكونغو.

## مقارنة بين البلدين
هذه مقارنة عامة ومرجعية للدولتين:
| وجه المقارنة                                              | جمهورية أيرلندا                                       | [[تصنيف:صفحات تستخدم رمز علم غير موجود\|]] جمهورية الكونغو |
| --------------------------------------------------------- | ----------------------------------------------------- | ---------------------------------------------------------- |
| المساحة (كم2)                                             | 70.27 ألف                                             | 342.00 ألف                                                 |
| عدد السكان (نسمة)                                         | 4.76 مليون                                            | 5.26 مليون                                                 |
| الكثافة السكانية (ن./كم²)                                 | 67.74                                                 | 15.38                                                      |
| العاصمة                                                   | دبلن                                                  | برازافيل                                                   |
| اللغة الرسمية                                             | اللغة الأيرلندية، لغة إنجليزية، الإنجليزية الأيرلندية | لغة فرنسية                                                 |
| العملة                                                    | جنيه أيرلندي، يورو، عملات اليورو الأيرلندية           | فرنك وسط أفريقي                                            |
| الناتج المحلي الإجمالي (بليون دولار)                      | 333.73 مليار                                          | 8.72 مليار                                                 |
| الناتج المحلي الإجمالي (تعادل القوة الشرائية) بليون دولار | 318.16 مليار                                          | 29.48 مليار                                                |
| الناتج المحلي الإجمالي الاسمي للفرد دولار أمريكي          | 61.13 ألف                                             | 1.85 ألف                                                   |
| الناتج المحلي الإجمالي للفرد دولار أمريكي                 |                                                       |                                                            |
| مؤشر التنمية البشرية                                      | 0.916                                                 | 0.591                                                      |
| رمز المكالمات الدولي                                      | +353                                                  | +242                                                       |
| رمز الإنترنت                                              | .ie                                                   | .cg                                                        |
| المنطقة الزمنية                                           | 00، ت ع م+01:00، أوروبا/دبلن ‏                         | ت ع م+01:00                                                |

## منظمات دولية مشتركة
يشترك البلدان في عضوية مجموعة من المنظمات الدولية، منها:
| علم المنظمة | اسم المنظمة                               | تاريخ انضمام جمهورية أيرلندا | تاريخ انضمام جمهورية الكونغو |
| ----------- | ----------------------------------------- | ---------------------------- | ---------------------------- |
|             | البنك الدولي للإنشاء والتعمير             | 8 أغسطس 1957                 | 10 يوليو 1963                |
|             | يونسكو                                    | 3 أكتوبر 1961                | 24 أكتوبر 1960               |
|             | منظمة التجارة العالمية                    | ?                            | ?                            |
|             | وكالة ضمان الاستثمار متعدد الأطراف        | 27 أكتوبر 1989               | 16 أكتوبر 1991               |
|             | منظمة الشرطة الجنائية الدولية             | ?                            | ?                            |
|             | مؤسسة التمويل الدولية                     | 11 سبتمبر 1958               | 1 أكتوبر 1980                |
|             | الأمم المتحدة                             | 14 ديسمبر 1955               | 20 سبتمبر 1960               |
|             | مؤسسة التنمية الدولية                     | 22 ديسمبر 1960               | 8 نوفمبر 1963                |
|             | الفريق المعني برصد الأرض                  | ?                            | ?                            |
|             | منظمة حظر الأسلحة الكيميائية              | ?                            | ?                            |
|             | المركز الدولي لتسوية المنازعات الاستشارية | 7 مايو 1981                  | 14 أكتوبر 1966               |